# Liste der Monuments historiques in Poullan-sur-Mer
Die Liste der Monuments historiques in Poullan-sur-Mer führt die Monuments historiques in der französischen Gemeinde Poullan-sur-Mer auf.

## Liste der Bauwerke
| Bezeichnung                   | Beschreibung | Standort | Kennzeichnung | Schutzstatus   | Datum     | Bild           |
| ----------------------------- | ------------ | -------- | ------------- | -------------- | --------- | -------------- |
| Kapelle Notre-Dame in Kérinec |              | (Lage)   | PA00090313    | Classé Inscrit | 1914 1932 | weitere Bilder |
| Kirche St-Cadoan              |              | (Lage)   | PA00090314    | Inscrit        | 1932      | weitere Bilder |
| Menhir von Tréota             |              | (Lage)   | PA00090315    | Classé         | 1923      |                |
| Allée couverte von Lesconil   |              | (Lage)   | PA00090312    | Classé         | 1922      | weitere Bilder |

## Liste der Objekte
- Monuments historiques (Objekte) in Poullan-sur-Mer in der Base Palissy des französischen Kultusministerium